# 北方拉拉藤
北方拉拉藤（学名：Galium boreale）为茜草科拉拉藤属下的一个种。

## 扩展阅读
- 維基物種上的相關：北方拉拉藤